# Absorption à deux photons

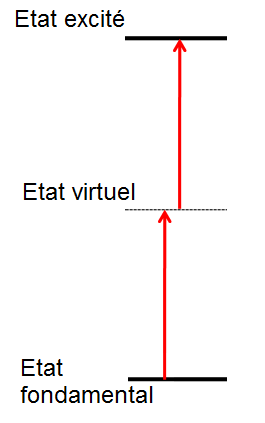
Schéma d'énergie du processus d'absorption à 2 photons

Pour les articles homonymes, voir ADP.
L'absorption à deux photons (ADP) est l'absorption simultanée de deux photons de fréquences identiques ou différentes dans le but d'exciter une molécule dans un état donné (habituellement, l'état fondamental) à un état électronique de plus haute énergie. La différence d'énergie entre ces deux états est égale à la somme des énergies des deux photons. L'absorption à deux photons est un processus de second ordre, de plusieurs degrés de magnitude plus faible que l'absorption linéaire. Elle diffère de l'absorption linéaire parce qu'elle est proportionnelle au carré de l'intensité de la lumière, ce qui en fait un processus d'optique non linéaire.
L'absorption à deux photons peut produire de la fluorescence excitée à deux photons.

## Histoire
Ce phénomène est prévu par les travaux de Maria Goeppert-Mayer en 1931, dans sa thèse doctorale. Trente ans plus tard, l'invention des lasers permet la première vérification expérimentale de l'ADP lorsque la fluorescence excitée à deux photons est détectée dans un cristal dopé à l'europium et subséquemment observée dans une vapeur de césium.

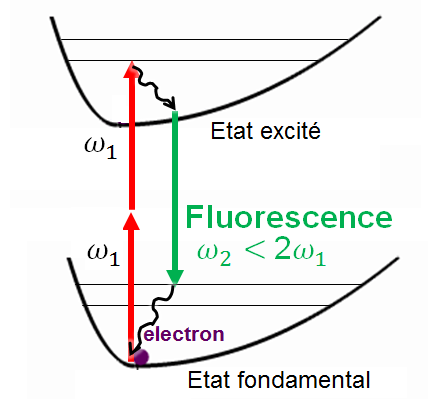
Schéma des niveaux d'énergie de la fluorescence excitée à 2 photons

## Description

### Applications
De nombreuses applications ont été développées à partir du principe de l'ADP, telles que la limitation optique, le stockage optique 3-D de l'information, l'imagerie médicale, la microfabrication et la photochimiothérapie.

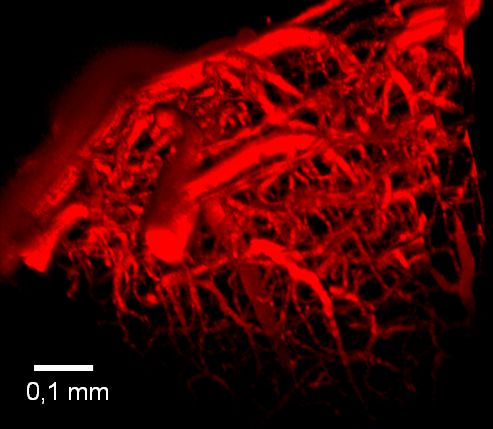
Image des vaisseaux d'un cerveau de souris obtenue à l'aide du colorant Lem-PHEA, une application de l'ADP en imagerie médicale

## Mesures

### Taux d'absorption
La loi de Beer-Lambert pour l'absorption à un photon :
{\displaystyle I(x)=I_{0}e^{-\alpha \,c\,x}\,}
devient :
{\displaystyle I(x)={\frac {I_{0}}{1+\beta cxI_{0}}}\,}
pour l'ADP avec l'intensité de la lumière comme fonction de la longueur du chemin x, de la concentration c et de l'intensité lumineuse initiale I0. Le coefficient d'absorption α devient le coefficient ADP β.